# 38 Comae Berenices
38 Comae Berenices är en gul jätte i stjärnbilden Berenikes hår. Stjärnan är av visuell magnitud +5,93 och synlig för blotta ögat vid god seeing. Den befinner sig på ett avstånd av ungefär 405 ljusår.